# Llista d'asteroides/115001–115100
| Nom               | Designació provisional | Data de descobriment | Lloc de descobriment | Descobridor/s                        |
| ----------------- | ---------------------- | -------------------- | -------------------- | ------------------------------------ |
| 115001 -          | 2003 QF75              | 24 d'agost, 2003     | Socorro              | LINEAR                               |
| 115002 -          | 2003 QG75              | 24 d'agost, 2003     | Socorro              | LINEAR                               |
| 115003 -          | 2003 QL75              | 24 d'agost, 2003     | Socorro              | LINEAR                               |
| 115004 -          | 2003 QU76              | 24 d'agost, 2003     | Socorro              | LINEAR                               |
| 115005 -          | 2003 QW77              | 24 d'agost, 2003     | Socorro              | LINEAR                               |
| 115006 -          | 2003 QX77              | 24 d'agost, 2003     | Socorro              | LINEAR                               |
| 115007 -          | 2003 QZ77              | 24 d'agost, 2003     | Socorro              | LINEAR                               |
| 115008 -          | 2003 QC78              | 24 d'agost, 2003     | Socorro              | LINEAR                               |
| 115009 -          | 2003 QF78              | 24 d'agost, 2003     | Socorro              | LINEAR                               |
| 115010 -          | 2003 QS78              | 24 d'agost, 2003     | Socorro              | LINEAR                               |
| 115011 -          | 2003 QY78              | 24 d'agost, 2003     | Socorro              | LINEAR                               |
| 115012 -          | 2003 QF79              | 24 d'agost, 2003     | Socorro              | LINEAR                               |
| 115013 -          | 2003 QG79              | 24 d'agost, 2003     | Socorro              | LINEAR                               |
| 115014 -          | 2003 QL79              | 25 d'agost, 2003     | Socorro              | LINEAR                               |
| 115015 Chang Díaz | 2003 QX84              | 24 d'agost, 2003     | Cerro Tololo         | M. W. Buie                           |
| 115016 -          | 2003 QQ87              | 25 d'agost, 2003     | Socorro              | LINEAR                               |
| 115017 -          | 2003 QU88              | 25 d'agost, 2003     | Socorro              | LINEAR                               |
| 115018 -          | 2003 QJ89              | 26 d'agost, 2003     | Socorro              | LINEAR                               |
| 115019 -          | 2003 QS89              | 28 d'agost, 2003     | Socorro              | LINEAR                               |
| 115020 -          | 2003 QQ90              | 28 d'agost, 2003     | Socorro              | LINEAR                               |
| 115021 -          | 2003 QD92              | 28 d'agost, 2003     | Haleakala            | NEAT                                 |
| 115022 -          | 2003 QK93              | 28 d'agost, 2003     | Haleakala            | NEAT                                 |
| 115023 -          | 2003 QX94              | 29 d'agost, 2003     | Haleakala            | NEAT                                 |
| 115024 -          | 2003 QP98              | 30 d'agost, 2003     | Kitt Peak            | Spacewatch                           |
| 115025 -          | 2003 QC100             | 28 d'agost, 2003     | Palomar              | NEAT                                 |
| 115026 -          | 2003 QG101             | 28 d'agost, 2003     | Haleakala            | NEAT                                 |
| 115027 -          | 2003 QV101             | 29 d'agost, 2003     | Haleakala            | NEAT                                 |
| 115028 -          | 2003 QY102             | 31 d'agost, 2003     | Kitt Peak            | Spacewatch                           |
| 115029 -          | 2003 QZ102             | 31 d'agost, 2003     | Socorro              | LINEAR                               |
| 115030 -          | 2003 QS103             | 31 d'agost, 2003     | Haleakala            | NEAT                                 |
| 115031 -          | 2003 QN104             | 28 d'agost, 2003     | Socorro              | LINEAR                               |
| 115032 -          | 2003 QX104             | 29 d'agost, 2003     | Haleakala            | NEAT                                 |
| 115033 -          | 2003 QC105             | 31 d'agost, 2003     | Haleakala            | NEAT                                 |
| 115034 -          | 2003 QH105             | 31 d'agost, 2003     | Haleakala            | NEAT                                 |
| 115035 -          | 2003 QU106             | 30 d'agost, 2003     | Haleakala            | NEAT                                 |
| 115036 -          | 2003 QZ106             | 30 d'agost, 2003     | Kitt Peak            | Spacewatch                           |
| 115037 -          | 2003 QJ108             | 31 d'agost, 2003     | Socorro              | LINEAR                               |
| 115038 -          | 2003 QK108             | 31 d'agost, 2003     | Socorro              | LINEAR                               |
| 115039 -          | 2003 QB109             | 31 d'agost, 2003     | Socorro              | LINEAR                               |
| 115040 -          | 2003 QY110             | 31 d'agost, 2003     | Socorro              | LINEAR                               |
| 115041 -          | 2003 QA111             | 31 d'agost, 2003     | Socorro              | LINEAR                               |
| 115042 -          | 2003 QT112             | 20 d'agost, 2003     | Socorro              | LINEAR                               |
| 115043 -          | 2003 RH                | 1 de setembre, 2003  | Socorro              | LINEAR                               |
| 115044 -          | 2003 RQ                | 2 de setembre, 2003  | Socorro              | LINEAR                               |
| 115045 -          | 2003 RB1               | 1 de setembre, 2003  | Socorro              | LINEAR                               |
| 115046 -          | 2003 RV3               | 1 de setembre, 2003  | Socorro              | LINEAR                               |
| 115047 -          | 2003 RH4               | 2 de setembre, 2003  | Socorro              | LINEAR                               |
| 115048 -          | 2003 RU4               | 3 de setembre, 2003  | Haleakala            | NEAT                                 |
| 115049 -          | 2003 RY4               | 3 de setembre, 2003  | Haleakala            | NEAT                                 |
| 115050 -          | 2003 RS5               | 3 de setembre, 2003  | Haleakala            | NEAT                                 |
| 115051 Safaeinili | 2003 RC6               | 4 de setembre, 2003  | Campo Imperatore     | CINEOS                               |
| 115052 -          | 2003 RD6               | 5 de setembre, 2003  | Socorro              | LINEAR                               |
| 115053 -          | 2003 RP6               | 1 de setembre, 2003  | Socorro              | LINEAR                               |
| 115054 -          | 2003 RR6               | 1 de setembre, 2003  | Socorro              | LINEAR                               |
| 115055 -          | 2003 RU6               | 3 de setembre, 2003  | Črni Vrh             | Črni Vrh                             |
| 115056 -          | 2003 RZ6               | 4 de setembre, 2003  | Socorro              | LINEAR                               |
| 115057 -          | 2003 RC7               | 4 de setembre, 2003  | Socorro              | LINEAR                               |
| 115058 Tassantal  | 2003 RH8               | 4 de setembre, 2003  | Piszkéstető          | Piszkéstető, K. Sárneczky, B. Sipőcz |
| 115059 Nagykároly | 2003 RJ8               | 5 de setembre, 2003  | Piszkéstető          | Piszkéstető, K. Sárneczky, B. Sipőcz |
| 115060 -          | 2003 RD12              | 13 de setembre, 2003 | Haleakala            | NEAT                                 |
| 115061 -          | 2003 RG13              | 14 de setembre, 2003 | Haleakala            | NEAT                                 |
| 115062 -          | 2003 RT14              | 13 de setembre, 2003 | Haleakala            | NEAT                                 |
| 115063 -          | 2003 RU14              | 14 de setembre, 2003 | Haleakala            | NEAT                                 |
| 115064 -          | 2003 RZ14              | 14 de setembre, 2003 | Haleakala            | NEAT                                 |
| 115065 -          | 2003 RN18              | 15 de setembre, 2003 | Anderson Mesa        | LONEOS                               |
| 115066 -          | 2003 RH19              | 15 de setembre, 2003 | Anderson Mesa        | LONEOS                               |
| 115067 -          | 2003 RQ19              | 15 de setembre, 2003 | Anderson Mesa        | LONEOS                               |
| 115068 -          | 2003 RY20              | 15 de setembre, 2003 | Anderson Mesa        | LONEOS                               |
| 115069 -          | 2003 RE21              | 15 de setembre, 2003 | Anderson Mesa        | LONEOS                               |
| 115070 -          | 2003 RT21              | 13 de setembre, 2003 | Haleakala            | NEAT                                 |
| 115071 -          | 2003 RG22              | 15 de setembre, 2003 | Haleakala            | NEAT                                 |
| 115072 -          | 2003 RO22              | 15 de setembre, 2003 | Haleakala            | NEAT                                 |
| 115073 -          | 2003 RO23              | 14 de setembre, 2003 | Palomar              | NEAT                                 |
| 115074 -          | 2003 RW23              | 14 de setembre, 2003 | Palomar              | NEAT                                 |
| 115075 -          | 2003 RA24              | 14 de setembre, 2003 | Haleakala            | NEAT                                 |
| 115076 -          | 2003 RD24              | 15 de setembre, 2003 | Anderson Mesa        | LONEOS                               |
| 115077 -          | 2003 RL25              | 15 de setembre, 2003 | Palomar              | NEAT                                 |
| 115078 -          | 2003 RJ26              | 3 de setembre, 2003  | Haleakala            | NEAT                                 |
| 115079 -          | 2003 SA3               | 16 de setembre, 2003 | Palomar              | NEAT                                 |
| 115080 -          | 2003 SH3               | 16 de setembre, 2003 | Palomar              | NEAT                                 |
| 115081 -          | 2003 SQ3               | 16 de setembre, 2003 | Kitt Peak            | Spacewatch                           |
| 115082 -          | 2003 SP6               | 17 de setembre, 2003 | Desert Eagle         | W. K. Y. Yeung                       |
| 115083 -          | 2003 SZ7               | 16 de setembre, 2003 | Palomar              | NEAT                                 |
| 115084 -          | 2003 SM9               | 17 de setembre, 2003 | Kitt Peak            | Spacewatch                           |
| 115085 -          | 2003 SK11              | 16 de setembre, 2003 | Kitt Peak            | Spacewatch                           |
| 115086 -          | 2003 SP11              | 16 de setembre, 2003 | Kitt Peak            | Spacewatch                           |
| 115087 -          | 2003 SP13              | 16 de setembre, 2003 | Kitt Peak            | Spacewatch                           |
| 115088 -          | 2003 SU13              | 16 de setembre, 2003 | Kitt Peak            | Spacewatch                           |
| 115089 -          | 2003 SF14              | 17 de setembre, 2003 | Kitt Peak            | Spacewatch                           |
| 115090 -          | 2003 SM14              | 17 de setembre, 2003 | Kitt Peak            | Spacewatch                           |
| 115091 -          | 2003 SB15              | 17 de setembre, 2003 | Kitt Peak            | Spacewatch                           |
| 115092 -          | 2003 SH15              | 16 de setembre, 2003 | Kitt Peak            | Spacewatch                           |
| 115093 -          | 2003 SQ16              | 17 de setembre, 2003 | Goodricke-Pigott     | R. A. Tucker                         |
| 115094 -          | 2003 SZ16              | 17 de setembre, 2003 | Kitt Peak            | Spacewatch                           |
| 115095 -          | 2003 SB17              | 17 de setembre, 2003 | Kitt Peak            | Spacewatch                           |
| 115096 -          | 2003 SW17              | 17 de setembre, 2003 | Kitt Peak            | Spacewatch                           |
| 115097 -          | 2003 SK18              | 16 de setembre, 2003 | Socorro              | LINEAR                               |
| 115098 -          | 2003 SN18              | 16 de setembre, 2003 | Kitt Peak            | Spacewatch                           |
| 115099 -          | 2003 SA22              | 16 de setembre, 2003 | Kitt Peak            | Spacewatch                           |
| 115100 -          | 2003 SY22              | 16 de setembre, 2003 | Palomar              | NEAT                                 |